# Georges Spiro
Georges Spiro (ur. 1909 w Warszawie, zm. 1994 w Nicei) – malarz-samouk francuski, zaliczany do surrealistów.
Wychowywał się u swojego wuja zamieszkałego w Wiedniu. W roku 1942 przedostał się z rodziną do Francji i zamieszkał w Nicei, należącej do nieokupowanej części Francji, gdzie utrzymywał się z wyrobu zabawek, a w wolnych chwilach zajmował się malarstwem gwaszami. Nigdy nie studiował malarstwa.
Pod koniec II wojny światowej został przyjęty do armii francuskiej w stopniu podoficera sztabowego batalionu 21/XV. Jego żona została zamordowana w hitlerowskim obozie koncentracyjnym, jego brat przedostał się do Anglii, matka zmarła w Besançon.
Po wojnie wyjechał do Anglii, by odnaleźć brata. W Londynie wystawił swoje prace w L’Arcade Gallery.
W roku 1948 powrócił do Francji i po raz pierwszy wystawił w Paryżu swoje prace na wystawie młodych artystów, otrzymując nagrodę. Wtedy postanowił zająć się wyłącznie malarstwem..
Jego obrazy, utrzymane w konwencji surrealizmu, były wystawiane w wielu salonach malarstwa i znalazły się w zbiorach wielu muzeów i w kolekcjach prywatnych.